# 雷曼系列
雷曼是育碧软件的电子游戏系列，由米歇尔·安西尔（Michel Ancel）设计。

## 系列作品
- 雷曼（Rayman）
- 金雷曼（Rayman Gold）
- 雷曼2：胜利大逃亡（Rayman 2: The Great Escape）
- 雷曼DS版（Rayman DS）
- 雷曼3：强盗侵袭（Rayman 3: Hoodlum Havoc）
- 雷曼：强盗的反击（Rayman: Hoodlums' Revenge）
- 雷曼竞技场/雷曼快冲（Rayman Arena／Rayman M/Rayman Rush）
- 雷曼：疯狂兔子（Rayman Raving Rabbids）（Wii）
- 雷曼：疯狂兔子2（Rayman Raving Rabbids 2）（Wii）
- 雷曼：疯狂兔子电视聚会（Rayman Raving Rabbids TV Party）（Wii）
- 雷射超人：起源（Rayman Origins）（PS3、Xbox 360、PS Vita、3DS、Windows、Wii）
- 雷曼：丛林探险（Rayman Jungle Run）（iOS、Android、Windows RT、Windows Phone）
- 雷曼：传奇（Rayman Legends）（Wii U、PS3、PS4、Xbox 360、Xbox One、PS Vita、Windows）[1]
- 雷曼：競速嘉年華（Rayman Fiesta Run）（iOS、Android、Windows RT、Windows Phone）
- 雷曼：大冒險（Rayman Adventures）（iOS、Android、Apple TV 4）